# Łódź (stad)

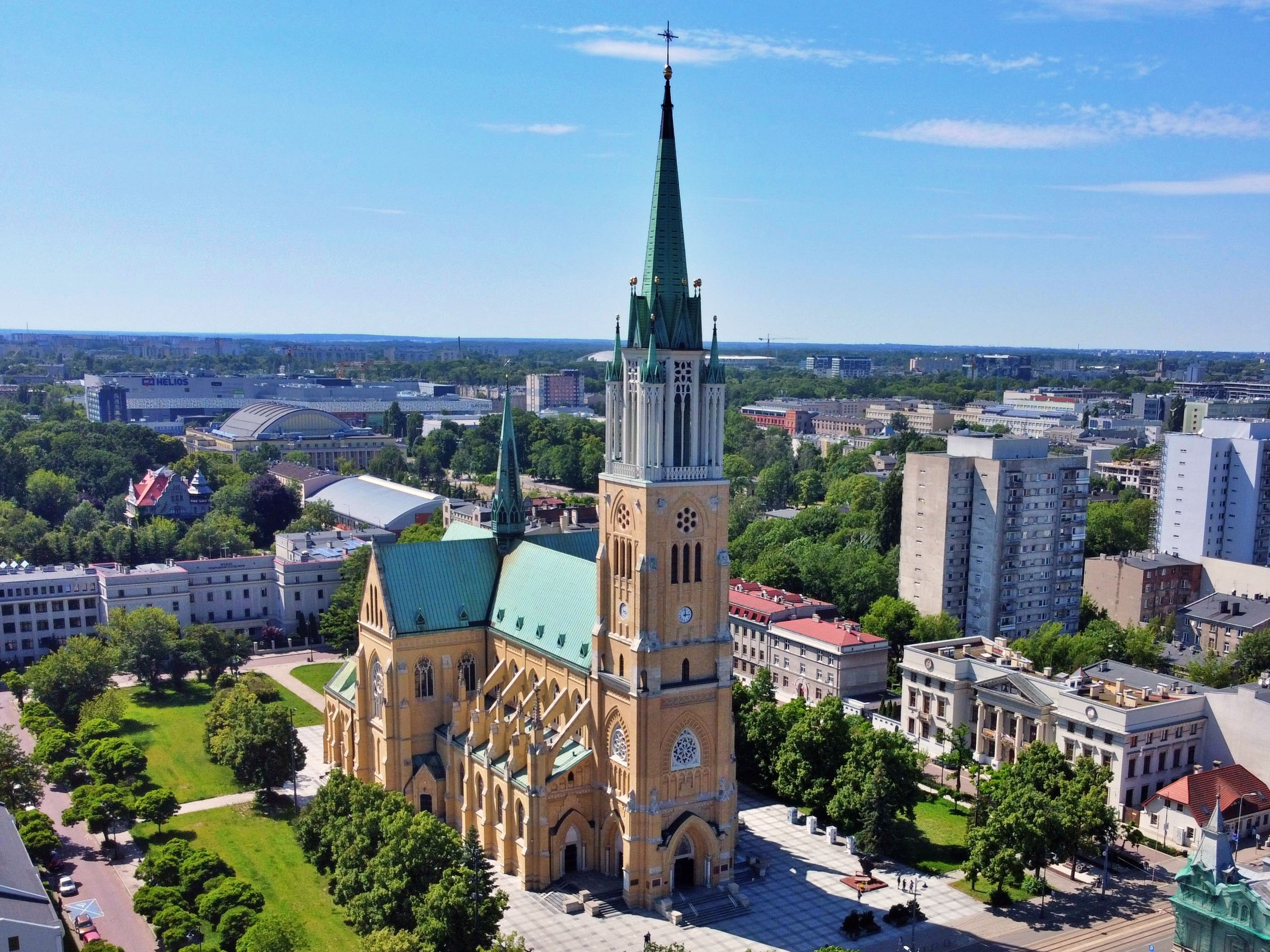
Kathedrale basiliek van Stanislaus Kostka

Łódź ([wut͡ɕ]ⓘ; Duits: Lodsch) is met 693.797 inwoners (2017) de derde stad van Polen. De stad ligt 130 km ten zuidwesten van Warschau, ongeveer op het geografische middelpunt van het land en is de hoofdstad van het gelijknamige woiwodschap.
Het is een jonge stad, die haar stormachtige groei halverwege de negentiende eeuw te danken had aan de textielindustrie. Łódź verwierf faam als het Manchester van het Oosten. Łódź was tot 1820 een klein dorp met 200 inwoners, maar groeide, ook door voortdurende aansluiting van omringende dorpen, tot een half miljoen inwoners. De stad was in 1892 het decor van de eerste algemene staking in Polen. Aan de vooravond van de Eerste Wereldoorlog was Łódź een van de dichtstbevolkte steden ter wereld.  
De industriële groei begon met de toestemming aan wevers uit Saksen om hier linnen-industrieën in te richten. Vooreerst werd het groeiende stadje een Duitstalige gemeenschap. Na tien jaar, in 1831, was de bevolking tot 4.700 aangegroeid waarvan 74% Duitsers (Saksen). Dertig jaar later, in 1865, waren het er 32.500. Doordat de stad kort daarvoor was aangesloten op de spoorlijn Wenen-Warschau-Sint Petersburg expandeerde de werkgelegenheid zodanig dat zij vanuit het hele westen van de Russische provincie Polen arbeiders aantrok en de aantallen Joden en Polen sterk waren gegroeid tot resp. 21 en 34%. Tot 1884 vond een verdrievoudiging van de bevolking plaats tot 107.000, waarvan Duitsers nog steeds een relatieve meerderheid van 44% vormden. Joden waren in getal de tweede geworden met 38%. Tot 1897 was er opnieuw van een verdrievoudiging sprake tot 314.000. Nu waren Polen de relatieve meerderheid geworden met 46%; Joden bleven tweede met 32% en het aandeel Duitsers was gekrompen tot nog geen tiende deel van de bevolking. In 1918 was de stad deel geworden van de nieuw opgerichte republiek Polen en het bestuur was gepoloniseerd wat voor het Duitstalige deel van de bevolking betekende dat er een einde kwam aan hun dominantie in cultuur en onderwijs. 

Łódź heeft een van de grootste joodse begraafplaatsen (180.000 graven) van Europa. Na de oorlog werd de begraafplaats lange tijd verwaarloosd. Aan de vooravond van de Tweede Wereldoorlog was ruim 34% van de inwoners joods. In 1939 bezette Nazi-Duitsland de stad, die in 1940 Litzmannstadt ging heten, naar generaal Karl Litzmann. Meer dan 300.000 mensen kwamen in het Getto van Łódź te wonen, dat in augustus 1944 vernietigd werd. Slechts negenhonderd mensen overleefden. Het getto werd met muren van de rest van de stad afgesloten, en het diende lange tijd als verzamelplaats van joden, die in andere bezette landen werden gevonden vóór ze in veewagons werden afgevoerd naar Auschwitz of andere vernietigingskampen. Aan de rand van de stad Łódź staat een groot herdenkingsmonument op de plek van het oude treinstation, waar de mensen als vee werden ingeladen. In de stad wordt op straat heel nauwkeurig aangegeven, waar het getto zich bevond tijdens de oorlog.
Karakteristiek in het stadsbeeld zijn de textielfabrieken en fabrikantenvilla's in neostijlen en jugendstil. Daartoe behoort de villa van Leopold Rudolf Kindermann (ulica Wólczańska 31), een van de belangrijkste jugendstilgebouwen in Polen. De Witte Fabriek (ulica Piotrkowska 282) staat symbool voor de geschiedenis van de textielindustrie, die van heinde en verre (Duitsland, Rusland, Oostenrijk) arbeiders aantrok. Interessant is ook het Grand Hotel (ulica Piotrkowska 72), een eeuw geleden een van de grootste en voornaamste hotels in Europa. Aan de ulica Piotrkowska staan nog vele andere belangwekkende gebouwen. Deze straat meet ruim vier kilometer en is een van de langste winkelstraten in Europa.
Dankzij haar centrale ligging heeft de stad een luchthaven en het grootste goederenstation van Polen. Het is tevens een belangrijke handelsstad (beurzen).

## De naamŁódź
Łódź betekent letterlijk boot. Dit komt tot uiting in het wapenschild en de vlag van de stad. Over de oorsprong van de naam bestaat geen zekerheid. Er is een hypothese die stelt dat de naam van de stad afstamt van het riviertje Łódka, dat kleine boot betekent. Het is echter allerminst zeker dat deze hypothese juist is. Andere hypotheses zijn dat de naam Łódź afstamt van de Slavische voornaam Włodzisław of van het Oudpoolse begrip Łozina, dat wilg betekent. In het Nederlands, Duits en Engels wordt de naam van de stad traditioneel als Lodz geschreven en uitgesproken. In het Pools klinkt de naam ongeveer als "Woedzj".

## Kunst en cultuur

### Film
Łódź is de hoofdstad van de Poolse film. Regisseurs als Krzysztof Kieślowski, Roman Polański en Andrzej Wajda studeerden er aan de Filmacademie. Wajda wijdde zijn film The Promised Land aan de opkomst van de stad.

### Musea
Łódź heeft een belangrijk museum voor moderne en hedendaagse kunst, het Muzeum Sztuki w Łodzi, met veel aandacht voor het constructivisme.
Daarnaast is er het Book Art Museum, een drukkerij-museum waar nog altijd loden letters kunnen worden gegoten en waar drukmachines en historische matrijzen van een oude Poolse lettergieterij worden bewaard. Zo is er ook een uitgebreide verzameling Hebreeuwse matrijzen aanwezig, die de Tweede Wereldoorlog hadden overleefd in Warschau, maar daarna geheel vergeten werden. Verder vormt het museum een centrum voor kunstboeken en boekbinden, en worden er regelmatig concerten gegeven in de daar aanwezige concertzaal.
Het textielmuseum is gevestigd in de historische villa van de vroegere textielmagnaat en kunstliefhebber Henryk Grohman de Witte Fabriek.

## Sport
Łódź telt twee voetbalclubs die ook buiten Polen enige bekendheid genieten: ŁKS Łódź en Widzew Łódź. De eerste speelt in het Stadion ŁKS (capaciteit 12.160 toeschouwers), de tweede in het Stadion Widzewa (capaciteit 10.500 toeschouwers). ŁKS werd twee keer landskampioen en is de traditieclub van de stad en speelde van 1921 met enkele onderbrekingen in de hoogste klasse tot 2000, sindsdien speelde de club nog maar enkele seizoenen in de hoogste afdeling. Widzew brak pas in 1975 echt door en behaalde inmiddels vier landstitels. Beide clubs gingen failliet waardoor de stad tussen 2014 en 2019 niet vertegenwoordigd was in de hoogste klasse. ŁKS maakte in 2019 echter zijn rentree, maar degradeerde meteen weer.  
De stad was in 1995 de startplaats van de Ronde van Polen, een wielerkoers die ging over een afstand van 1235,8 kilometer, verspreid over acht etappes. De wielerkoers werd dat jaar gewonnen door de Poolse renner Zbigniew Spruch.

## Galerij

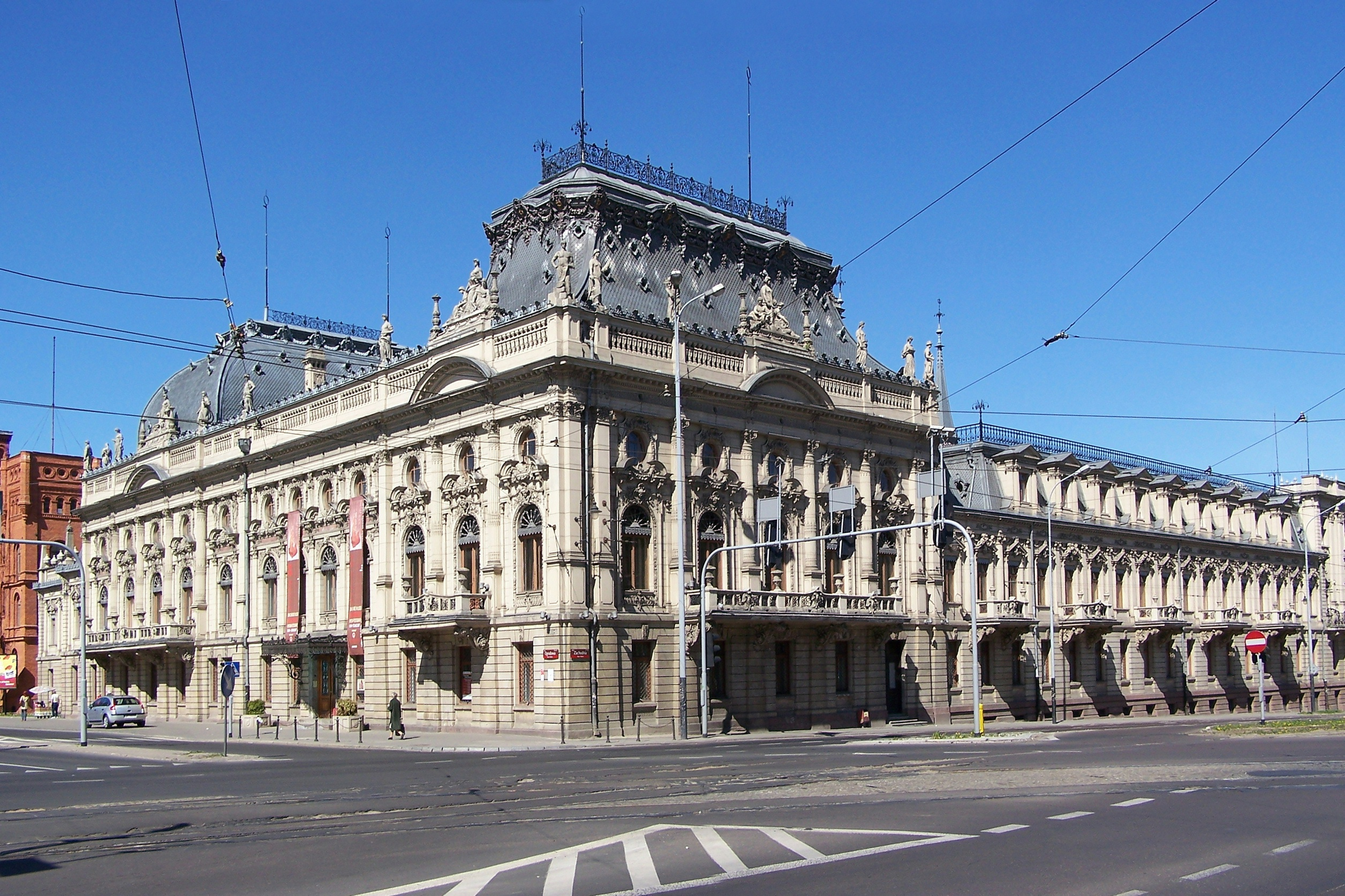
Paleis van Izrael Poznański
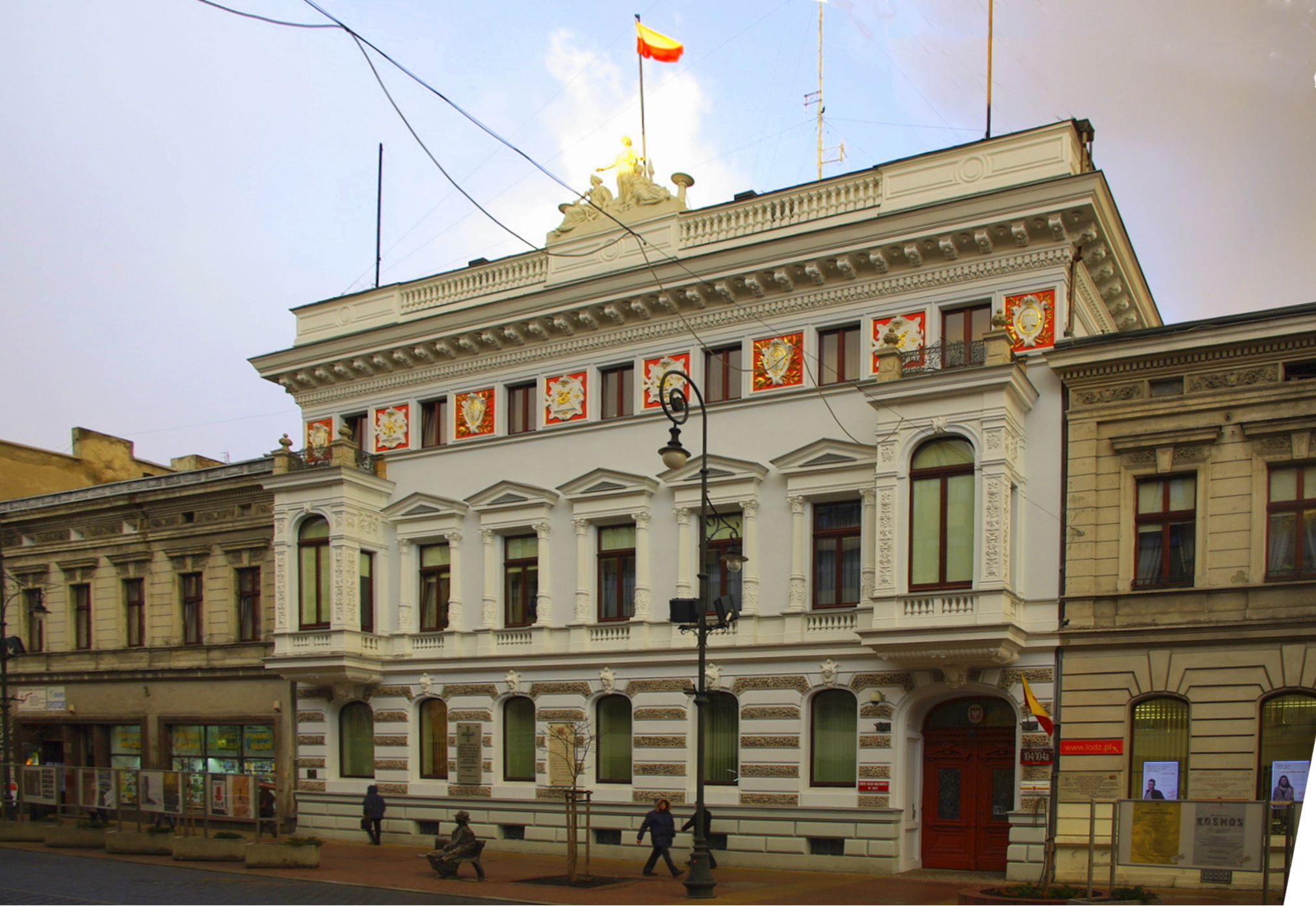
Paleis van Juliusz Heinzel
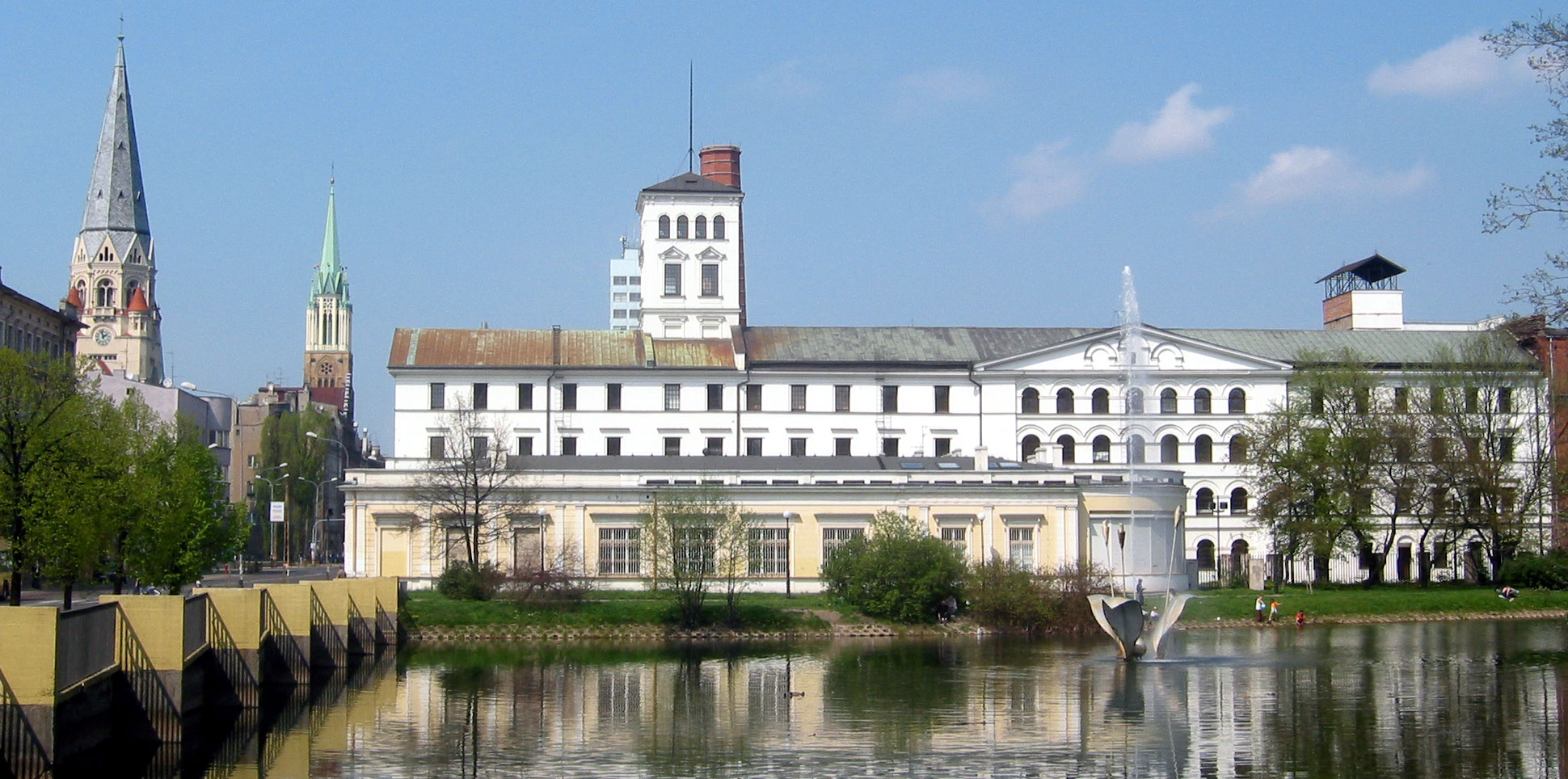
De Witte Fabriek
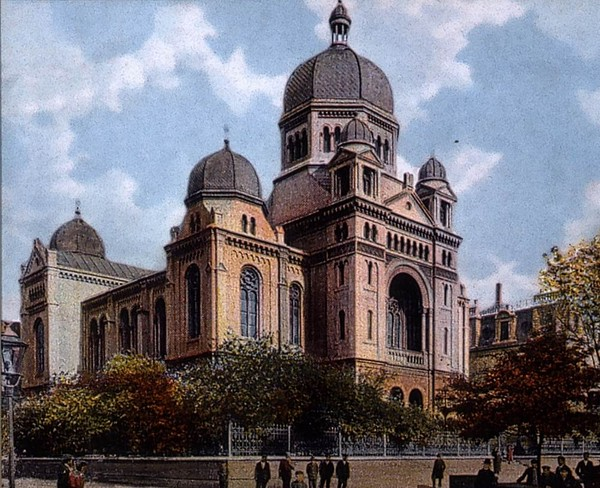
Grote Synagoge
Alexander Nevski-kathedraal
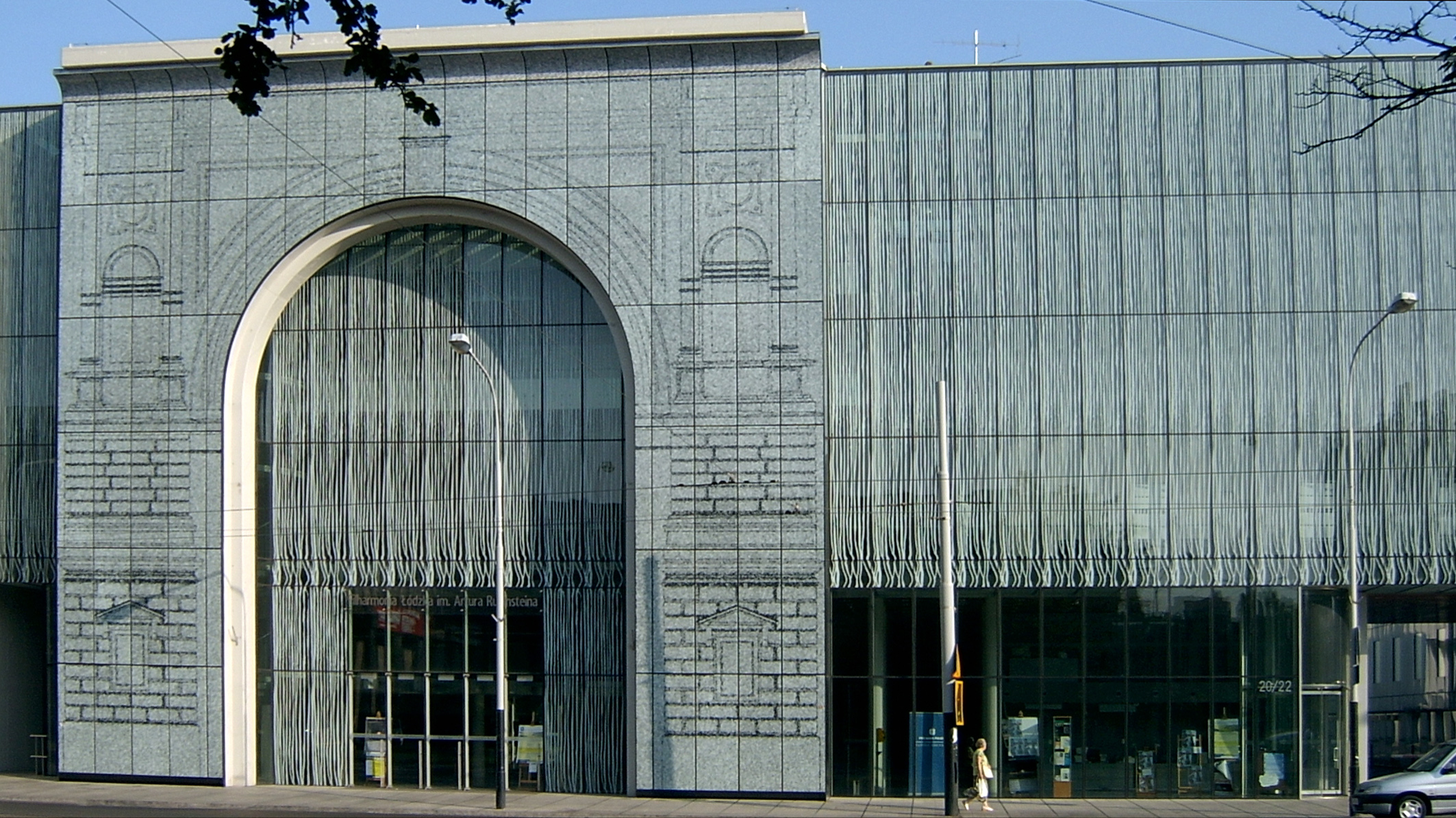
Nieuwe Concertgebouw
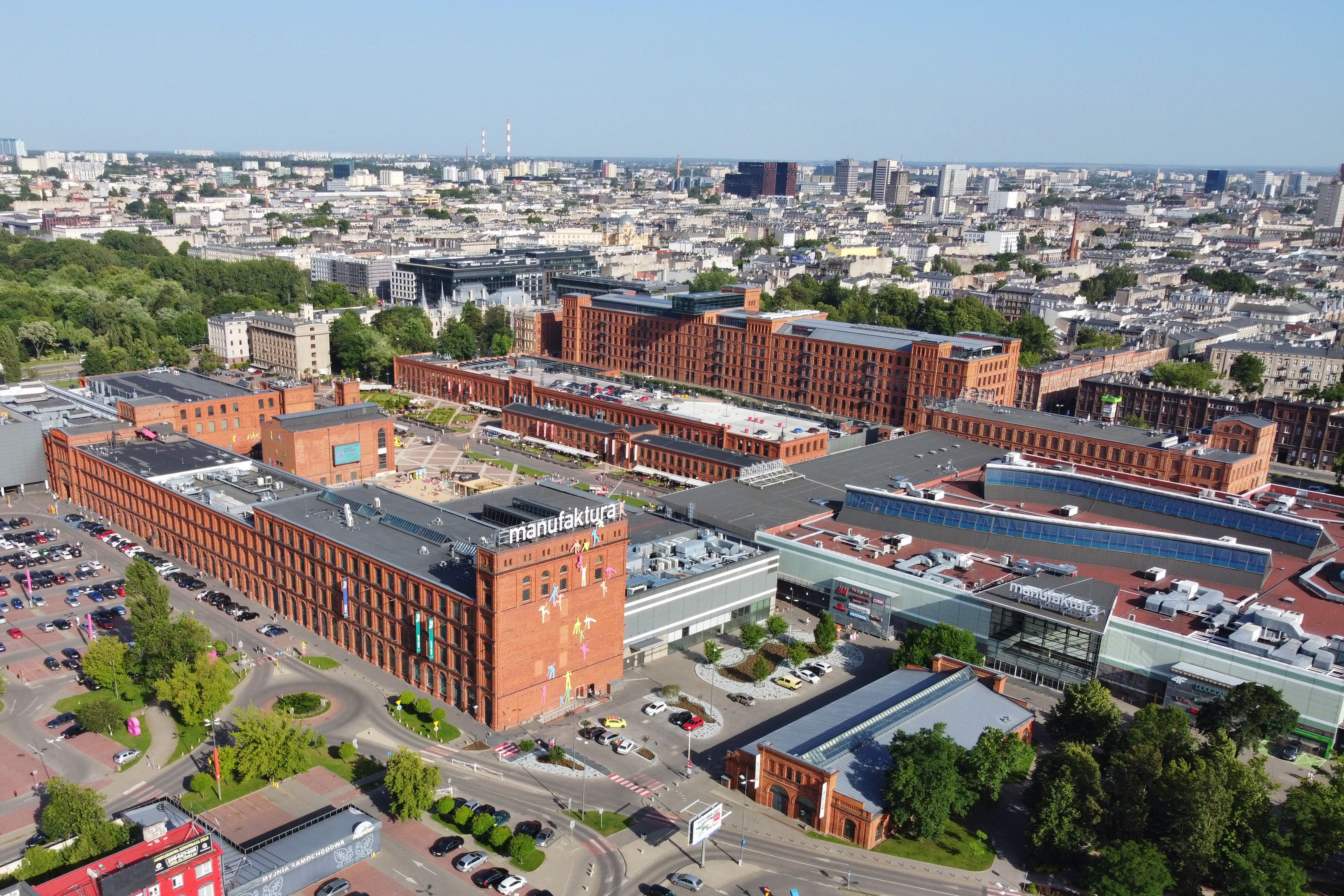
Winkelcentrum Manufaktura

## Verkeer en vervoer
- Station Łódź Andrzejów
- Station Łódź Arturówek
- Station Łódź Chojny
- Station Łódź Dąbrowa PODG
- Station Łódź Dąbrowa Przemysłowa
- Station Łódź Fabryczna
- Station Łódź Kaliska
- Station Łódź Kaliska Towarowa
- Station Łódź Niciarniana
- Station Łódź Olechów
- Station Łódź Olechów Wschód
- Station Łódź Olechów Wiadukt
- Station Łódź Stoki
- Station Łódź Uniwersytet
- Station Łódź Widzew
- Station Łódź Widzew Janów
- Station Łódź Żabieniec
- Station Lublinek

## Partnersteden
- Barreiro (Portugal) 1996
- Kaliningrad (Rusland) 1992
- Los Angeles (Verenigde Staten)
- Lyon (Frankrijk) 1991
- Odessa (Oekraïne) 1993
- Örebro (Zweden) 2001
- Stuttgart (Duitsland) 1988
- Tampere (Finland) 1994
- Tel Aviv (Israël) 1994
- Tianjin (China) 1994

## Bekende personen uit Łódź

### Geboren
- Albert Katz (1858–1923), Joodse auteur en uitgever in Duitsland.
- Henryk Grohman (1862-1939), textiel-fabrikant
- Roman Becker (1879–1949), SPD-politicus in Duitsland
- Michael Taube (1880–1972), pianist, dirigent en componist in Israël
- Mieczysław Broński (1882–1938), Sovjet-diplomaat
- Franziska Baumgarten (1883-1970), Zwitserse psychologe en hooglerares
- Chaim Müntz (Minc, 1884–1956), wiskundige in Duitsland, vluchtte vanwege Joodse afkomst naar Zweden.
- Heinrich Wagner (1886–1945), KPD-politicus in Duitsland.
- Alexander Falzmann (1887–1942), Luthers zowel Duits- als Poolstalig geestelijke, vermoord in KZ-Dachau
- Arthur Rubinstein (1887-1982), Joods-Pools-Amerikaans pianist
- Stanisława Leszczyńska (1896-1974), verloskundige en Holocaustoverlevende
- Artur Marczewski (1896-1945), voetballer
- Paul Kletzki (1900-1973), dirigent en componist
- Wawrzyniec Cyl (1900-1974), voetballer
- Jacob Bronowski (1908-1974), Brits dichter, wiskundige, wetenschapshistoricus en tv-presentator
- Józef Rotblat (1908-2005), Brits natuurkundige en Nobelprijswinnaar (1995)
- Roman Totenberg (1911-2012), Pools-Amerikaans violist
- Boris Tsjertok (1912-2011), Sovjet-Russisch ruimtevaartpionier
- Jan Karski (1914-2000), Pools-Amerikaans weerstander en schrijver
- Bat-Sheva Dagan (1925-2024), Pools-Israëlische Holocaustoverlevende, onderwijzeres en auteur
- Tova Ben Zvi (1928), Israëlisch zangeres
- Jack Tramiel (1928-2012), Pools-Amerikaans ondernemer (Commodore)
- Jerzy Kosinski (1933-1991), Joods-Pools-Amerikaans schrijver
- Jurek Becker (1937-1997), Pools-Duits schrijver
- Jerzy Skolimowski (1938), filmregisseur
- Daniel Libeskind (1946), Joods-Pools-Amerikaans architect
- Andrzej Sapkowski (1948), auteur
- Andrzej Bartkowiak (1950), filmregisseur
- Marek Dziuba (1955), voetballer
- Jacek Ziober (1965), voetballer
- Piotr Soczyński (1967), voetballer
- Tomasz Wieszczycki (1971), voetballer
- Marcin Zając (1975), voetballer
- Marek Saganowski (1978), voetballer
- Monika Kuszyńska (1980), zangeres
- Izabella Miko (1981), actrice en model
- Euzebiusz (Ebi) Smolarek (1981), voetballer
- Paweł Golański (1982), voetballer
- Aleksandra Urbańczyk (1987), zwemster
- Jerzy Janowicz (1990), tennisser

## Trivia
- De stad wordt door Vicky Leandros bezongen in haar liedje "Theo, wir fahr'n nach Lodz" uit 1974.

Stadsdistricten:
Łódź · Piotrków Trybunalski · Skierniewice

Districten:
Bełchatów · Brzeziny · Kutno · Łask · Łęczyca · Łowicz · Łódź Oost · Opoczno · Pabianice · Pajęczno · Piotrków · Poddębice · Radomsko · Rawa · Sieradz · Skierniewice · Tomaszów Mazowiecki · Wieluń · Wieruszów · Zduńska Wola · Zgierz